# Finlândia nos Jogos Olímpicos de Inverno de 1980
A Finlândia competiu nos Jogos Olímpicos de Inverno de 1980, realizados em Lake Placid, Estados Unidos.